# Héleno

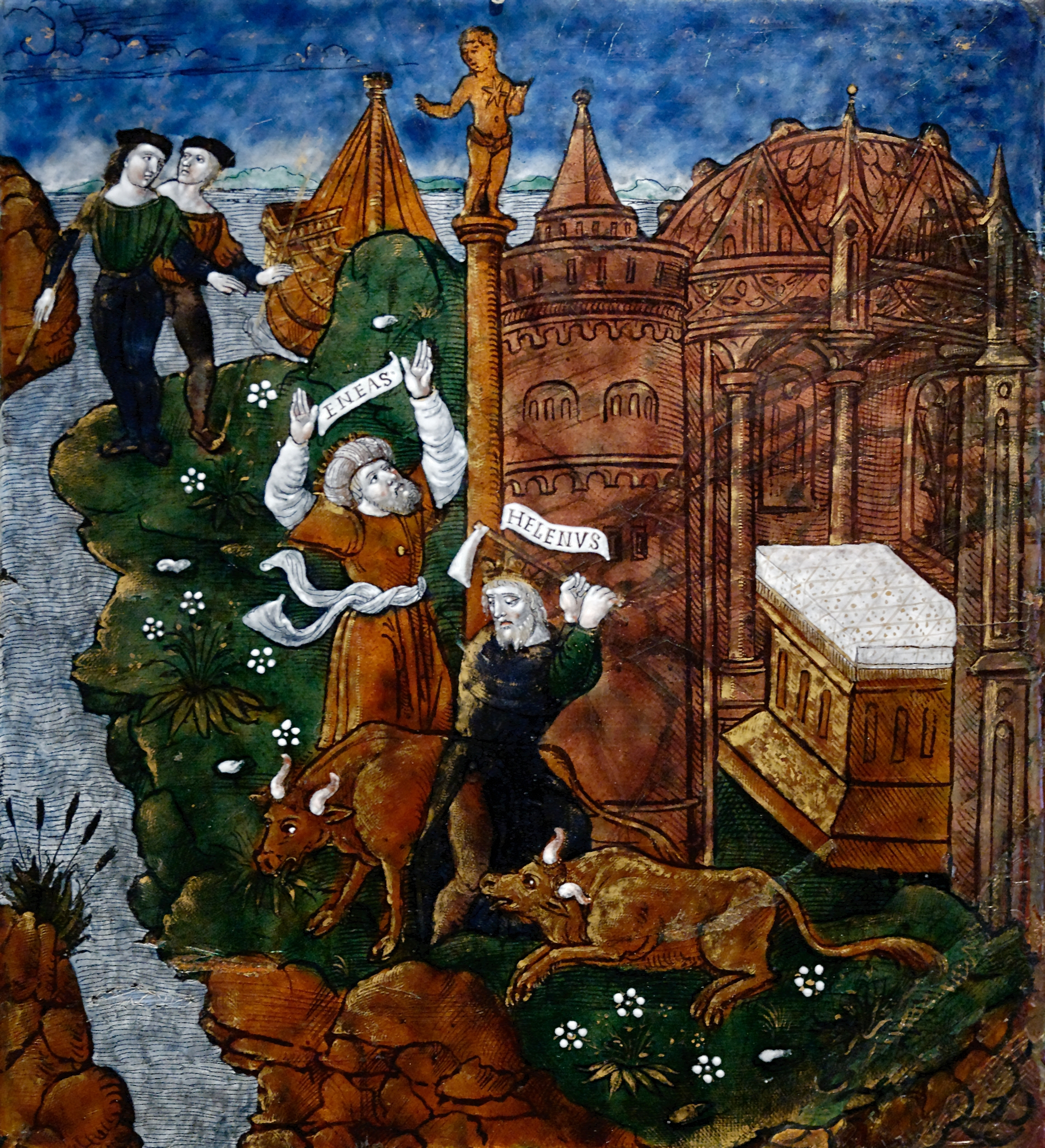
Esmalte de Limoges (ca. 1530): Eneas y Héleno ofreciendo un sacrificio. Museo del Louvre.

Según la mitología griega, Héleno (en griego clásico, Ἕλενος) fue un príncipe troyano, hijo del rey Príamo y su esposa la reina Hécuba.

## El mito

### Héleno y Casandra
Al nacer él y su hermana melliza, Casandra, fueron dotados por el dios Apolo con el poder de la adivinación, lo que demostraron siendo aún niños de corta edad, pues al nacer su siguiente hermano, Paris, estos corrieron llorando donde su padre el rey, diciendo que cada vez que veían al bebé tenían espantosas visiones de Troya siendo destruida y consumida por el fuego. Como eran solo niños su padre no les creyó y éstos, molestos, exigieron que fuesen al templo de Apolo y allí le confirmaran si mentían o no. Su padre accedió y quedó sorprendido cuando la sacerdotisa le dijo que aquellos pequeños habían sido bendecidos con grandes poderes para ver el futuro. Desde entonces Príamo prestó atención a las palabras de sus hijos, quienes insistían en que el nuevo niño sería el causante de la destrucción de Troya. Entonces, el rey asustado y no queriendo matar a su hijo más pequeño, ordenó que este fuese abandonado a su suerte en el Monte Ida, creyendo de ese modo burlar al destino.
Pasaron los años y cuando Casandra creció se convirtió en una hermosa joven. Sin embargo, por no haber accedido a unirse amorosamente con Apolo, este la maldijo haciendo que continuase viendo el futuro, mas nadie jamás volvería a creerla cuando tratase de contarlo; uno de los más crueles castigos según puede apreciarse en la historia de Troya, pues ésta siempre tratará de ayudar, incluso les advertirá a sus compatriotas de la treta del caballo de Troya; sin embargo, la maldición invisible que pesaba sobre ella impidió que se le prestara atención.

### La Guerra de Troya
De cualquier forma, Héleno continuó profetizando, pero al contrario de su hermana, a él sí le escuchaban, hasta le nombraron supremo augur de la ciudad. Sin embargo, para su desgracia, al contrario que Casandra, no pudo percibir el peligro al reaparecer Paris con vida, ser reacogido por su padre en el palacio real y restaurársele la dignidad de príncipe. Asimismo, los griegos lo forzaron a revelar que para tomar Troya era necesario conseguir el arco y las flechas de Heraclés, que en ese momento estaban en posesión de Filoctetes.
Durante la guerra, Héleno no se destaca precisamente por su habilidad en combate; Homero lo alaba como el mejor de los augures sobre la tierra, mas también dice que es herido en combate por Menelao y también capturado por Odiseo, pero que finalmente regresa a Troya con vida.

### Héleno abandona Troya
Tras la muerte de Paris a manos del arquero Filoctetes, Helena queda viuda, y tiene dos pretendientes entre los príncipes de la ciudad: Deífobo, el segundo de los hijos de Príamo, quien a la muerte de Héctor se había convertido en el heredero al trono y Héleno, quien no estaba claro si deseaba casarse con ella, o era una excusa para devolverla a los griegos de una vez por todas y así evitar la destrucción de la ciudad. Los hermanos se la disputaron duramente y al final Deífobo venció y se casó con Helena. 
Héleno decidió abandonar Troya y establecerse en el monte Ida donde, poco después, fue apresado por Odiseo.
Una vez frente a los griegos, Héleno, resentido contra su hermano y dejando atrás toda lealtad a su ciudad, reveló a sus enemigos todos los augurios que impedían que Troya fuera tomada:
- Troya nunca sería tomada si no estaban presentes los huesos de Pélope.
- Troya nunca sería tomada si el hijo de Aquiles, Neoptólemo, no participaba en la guerra.
- Troya nunca sería tomada mientras el Paladión permaneciera dentro de la ciudad.[1]

Después de que los aqueos consiguieran vencer los impedimentos señalados por Héleno en sus augurios, concibieron la estratagema del caballo de Troya. Este artilugio fue la pieza clave a la hora del asalto final contra la ciudad, que finalmente fue tomada y saqueada.

### Héleno tras la guerra
La vida de Héleno fue perdonada, y después de la caída de Troya fue entregado como esclavo a Neoptólemo, al igual que se hizo con Andrómaca, la viuda de Héctor. Marcharon al país de los molosos, y allí Neoptólemo dio a Héleno como esposa a su madre: Deidamía. Héleno fundó posteriormente una ciudad en Molosia y vivió allí.
En cambio, en otra versión, marcharon a Epiro y, cuando el hijo de Aquiles murió a manos de Orestes, Héleno tomó por esposa a Andrómaca y reinó junto a ella en Epiro, donde, más tarde, recibieron a Eneas.